# Pasi Raitanen
Pasi Raitanen (* 13. Mai 1971 in Forssa) ist ein ehemaliger finnischer Eishockeytorwart, der den Großteil seiner Karriere in der höchsten und zweithöchsten britischen Spielklasse verbrachte. In Deutschland spielte er für die Star Bulls Rosenheim und den Iserlohner EC.

## Karriere
Pasi Raitanen begann bei Forssan Palloseura (FPS) in seiner Heimatstadt mit dem Eishockeyspielen und kam in den frühen 1990er-Jahren erstmals für die Herren-Mannschaft in der I-divisioona zum Einsatz. In der Saison 1995/96 stand er zweimal für die Star Bulls Rosenheim in der Deutschen Eishockey Liga (DEL) im Tor. In der folgenden Spielzeit, die er beim finnischen Drittligisten S-Kiekko begann, spielte er fünfmal für den Iserlohn Roosters.
Anschließend setzte Raitanen seine Karriere in Großbritannien fort. Er war vor allem in der zweitklassigen British National League bzw. English Premier Ice Hockey League aktiv, in deren All-Star-Team er dreimal gewählt wurde. In den Spielzeiten 2005/06 und 2006/07, als er für die Sheffield Scimitars auflief, hatte er mit jeweils mehr als 93 Prozent die höchste Fangquote der Liga.
In der höchsten britischen Liga absolvierte er in der Saison 1998/99 ein Spiel für die London Knights. In der Spielzeit 2003/04 gehörte er zur Meistermannschaft der Sheffield Steelers, kam in den Playoffs allerdings nicht zum Einsatz. Für die Edinburgh Capitals war er in der Saison 2008/09 der Stammtorwart in der Elite Ice Hockey League (EIHL).

## Erfolge und Auszeichnungen
- 1998 BNL First All-Star-Team
- 2004 Britischer Meister mit den Sheffield Steelers
- 2006 EPIHL First All-Star-Team
- 2007 EPIHL First All-Star-Team

## Karrierestatistik
(Legende zur Torhüterstatistik: GP oder Sp = Spiele insgesamt; W oder S = Siege; L oder N = Niederlagen; T oder U oder OT = Unentschieden oder Overtime- bzw. Shootout-Niederlage; Min. = Minuten; SOG oder SaT = Schüsse aufs Tor; GA oder GT = Gegentore; SO = Shutouts; GAA oder GTS = Gegentorschnitt; Sv% oder SVS% = Fangquote; EN = Empty Net Goal; 1 Play-downs/Relegation; Kursiv: Statistik nicht vollständig)